# Dekanat Olsztyn Śródmieście
Dekanat Olsztyn Śródmieście – jeden z 21 dekanatów w rzymskokatolickiej archidiecezji warmińskiej.

## Parafie
W skład dekanatu wchodzi 8 parafii:
- parafia Chrystusa Odkupiciela Człowieka – Olsztyn
- parafia Najświętszego Serca Pana Jezusa – Olsztyn
- parafia Najświętszej Maryi Panny Królowej Polski i Świętych Archaniołów Michała, Rafała i Gabriela – Olsztyn
- parafia Najświętszej Maryi Panny Ostrobramskiej Matki Miłosierdzia – Olsztyn
- parafia św. Franciszka z Asyżu – Olsztyn
- parafia św. Jakuba – Olsztyn
- parafia św. Maksymiliana Marii Kolbego – Olsztyn
- parafia św. Wojciecha – Olsztyn

## Historia
Do 15 września 2022 roku w skład dekanatu wchodziło 9 parafii:
- parafia Podwyższenia Krzyża Świętego – Kanigowo
- parafia Niepokalanego Serca Maryi Panny – Łyna
- Parafia św. Wawrzyńca – Muszaki
- Parafia Najświętszej Maryi Panny Królowej Polski – Napiwoda
- Parafia bł. Bolesławy Lament – Nidzica
- Parafia Miłosierdzia Bożego – Nidzica
- Parafia Niepokalanego Poczęcia Najświętszej Maryi Panny i Św. Wojciecha – Nidzica

## Sąsiednie dekanaty
Barczewo, Dzierzgowo (diec. płocka), Nidzica, Olsztynek, Szczytno